# Almanaque náutico

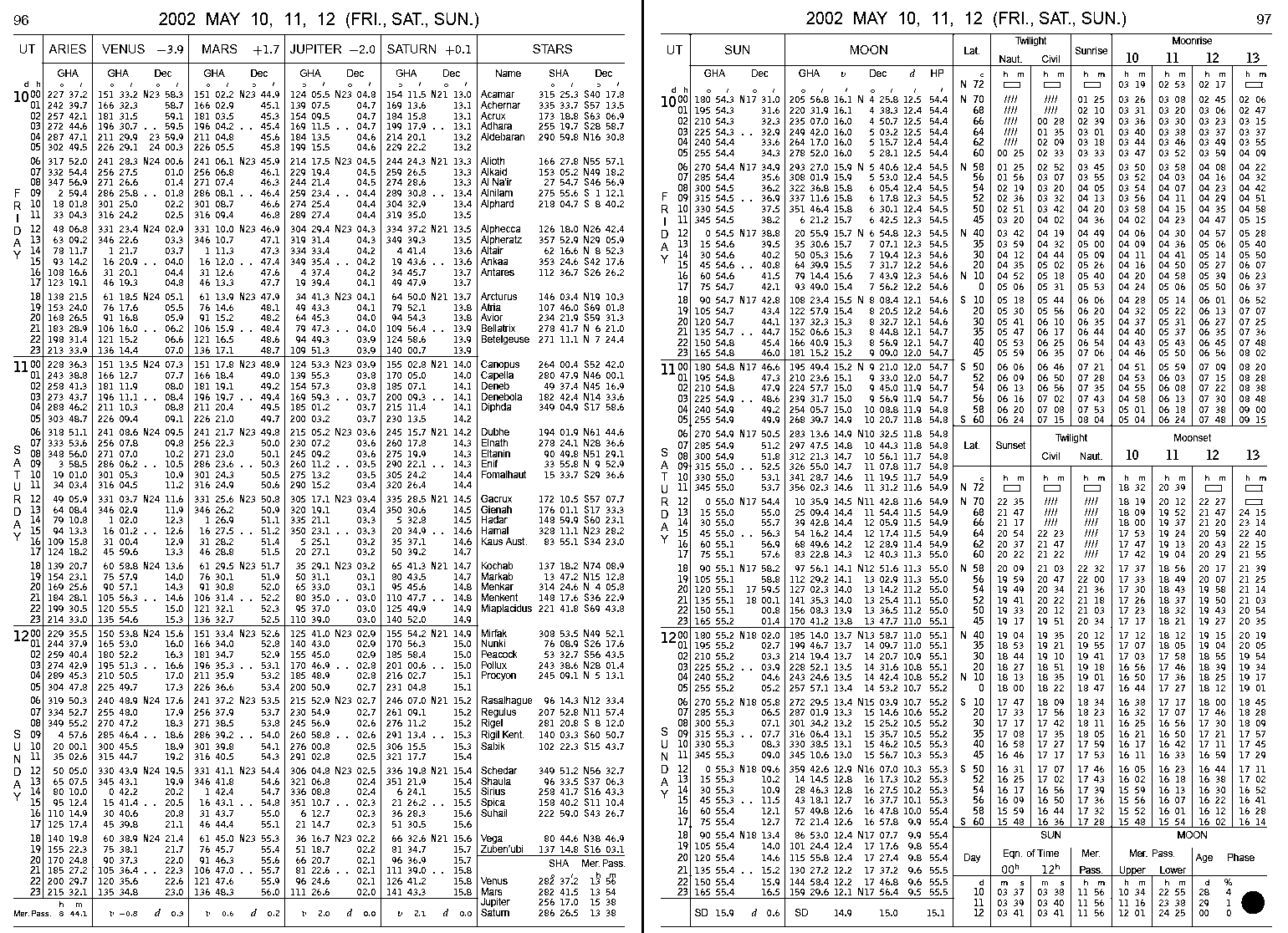
Dos páginas del almanaque náutico anglo-americano para el año 2002.

Un almanaque náutico es una publicación que contiene información astronómica utilizada para la navegación marítima. Se trata de una composición que consta en gran parte de la recopilación de efemérides o tablas náuticas correspondientes a un determinado plazo de tiempo (un año o varios), con interpretaciones que extrapolan las posiciones de los cuerpos celestes a la navegación. Además puede contener otras informaciones útiles, para la navegación, por ejemplo sobre mareas y puertos.
En España el Real Instituto y Observatorio de la Armada de San Fernando, Cádiz, publica un almanaque náutico ininterrumpidamente desde 1792. El gobierno británico ha publicado su almanaque náutico sin interrupción desde 1767. El almanaque más utilizado y difundido es el publicado conjuntamente por los gobiernos británico y estadounidense. Los mencionados almanaques son publicaciones náuticas gubernamentales que contienen solamente las predicciones astronómicas y otras tablas necesarias para la navegación astronómica. Existen otros almanaques publicados comercialmente que contienen, además de esta información astronómica, otra información útil al navegante como predicciones sobre mareas y otra información sobre puertos, faros, ayudas a la navegación etc. Entre estos tienen gran tradición Reed's Nautical Almanac (publicado desde 1932) y Brown's Nautical Almanac (publicado desde 1877). 
El almanaque náutico contiene predicciones sobre las posiciones de los astros en el cielo durante un año natural. Esta posición varía continuamente por lo que un almanaque determinado solamente es válido para un año específico. El navegante adquiere el almanaque para un año concreto antes de que comience dicho año y así dispone de la información necesaria para la navegación durante todo el año.
El almanaque está organizado en forma de tablas que contienen información sobre las dos magnitudes principales que definen la posición de un astro en la bóveda celeste: la declinación y el ángulo horario referido a Greenwich. Puede además contener información sobre paralaje, semidiámetro observable, brillo, etc. cuando esta información es útil para la navegación. Esta información va tabulada a intervalos de tiempo que suelen ser de hora en hora y el navegante puede calcular la información para tiempos intermedios mediante interpolación lineal.
Además de esta información que varía anualmente el almanaque contiene tablas que ayudan en los cálculos como pueden ser tablas de refracción atmosférica, de posiciones de las estrellas, de interpolaciones, etc.
Es probable que la publicación en papel de almanaques náuticos tenga los días contados y esto por dos motivos principales: 
1. El GPS y otros medios de navegación electrónicos hacen innecesaria las técnicas de navegación astronómica
2. Los ordenadores y calculadoras digitales permiten calcular localmente y sobre la marcha la posición de los astros.

## Interpretación y uso del almanaque náutico
Cada publicación organiza la información de forma distinta, aunque parecida. Una vez se entiende la forma de extraer información de un almanaque concreto no debe haber problema en usar otro modelo distinto. Utilizaremos como ejemplo el gráfico superior, que representa dos páginas contiguas del almanaque anglo-americano. Esas dos páginas contienen la información correspondiente a tres días consecutivos, en este caso los días 10, 11 y 12 de mayo de 2002. 
La primera columna de la izquierda lista las veinticuatro horas del día para los tres días consecutivos y en las columnas siguientes se pueden leer los datos correspondientes a los distintos astros. La segunda columna lista, para cada hora, el ángulo horario referido a Greenwich (GHA) del primer punto de Aries. La segunda columna corresponde al planeta Venus y en el encabezamiento nos informa de que el brillo del planeta durante esos días será de -3.9. En la columna podemos ver el GHA y declinación para cada hora. Para calcular momentos intermedios utilizaríamos interpolación lineal. Para facilitar los cálculos al pie de cada columna se facilitan dos magnitudes llamadas v y d que representan la desviación horaria que tiene la velocidad a la que varían GHA y dec. respecto de la velocidad media utilizada en las tablas incluidas al final del almanaque. Lo mismo podemos decir de las sucesivas columnas para Marte, Júpiter y Saturno. (En el Almanaque español aparece una columna con ángulo Horario a Greenwich de Aries que permite calcular el ángulo Horario a Greenwich de las estrellas sumando a ese valor el de Angulo Sidereo de cada estrella, que se ofrece en una tabla móvil y también columnas de ángulos Horarios a Greenwich del Sol, Luna y planetas).
A continuación viene un listado de estrellas con sus respectivas coordenadas astronómicas.
En la segunda página vemos las coordenadas para el Sol de hora en hora y al pie de esa columna vemos el semidiámetro y la variación horaria de dec. d. Las cantidades puestas en la cabecera o pie de una columna quiere decirse que son aplicables durante los tres días incluidos en la página ya que varían despacio. 
El caso de la Luna es especial ya que su movimiento es más rápido e irregular y es por esto que las cantidades v y d se listan para cada hora. Además se lista el paralaje horizontal, HP, para cada hora.
Las últimas columnas tienen información sobre las horas de crepúsculo, salida y puesta del Sol y Luna, ecuación del tiempo, etc. Esta información es útil para planificar las observaciones durante el crepúsculo cuando son visibles simultáneamente los astros y el horizonte.

## Ejemplos de almanaques históricos
- Almanach nova
- Almanach perpetuum